# 코이네 언어
언어학에서 코이네 언어(koiné language) 또는 코이네 방언이란, 같은 언어의 둘 혹은 그 이상의 상호 의사소통이 가능한 방언이 접촉, 혼합, 단순화하여 자연스럽게 표준 또는 공통의 방언을 형성한 것을 말한다. 고대 그리스어로 '공통'을 의미하는 κοινή에서 유래한 말로, 고대 마케도니아 제국 시기 이래로 그리스어권에서 형성된 코이네 그리스어가 대표적이다.

## 예시

### 코이네 방언
- 호주 영어는 18세기 코크니 영어와 아일랜드 영어의 혼합으로 발생하여 19세기 용인발음의 영향을 일부 받아 형성되었다.
- 고려말(중앙아시아 한국어)은 중앙아시아로 강제이주당한 한민족 사이에서 육진 방언을 비롯한 여러 동북 방언의 혼합으로 발생했다.
- 아시리아 신아람어의 이라크 방언은 터키와 이라크 북부의 여러 산악 방언을 바탕으로 이란 우르미아의 표준 방언의 영향을 받아 형성되었다. 이라크의 도시 지역으로 이주한 아시리아인들 사이에서 발생했다.

### 코이네 언어
- 코이네 그리스어는 기원전 4세기 알렉산더 대왕의 정복 활동으로 그리스어 사용이 확장되면서 태동하였으며 지중해 많은 지역에서 공용어로 사용되며 방언 평준화를 거쳤다. 이후 비잔틴 제국의 중세 그리스어로 발전하였다.
- 피지 힌디어
- 카리브 힌두스탄어
- 덴마크-노르웨이어: 노르웨이의 문어형인 보크몰의 기반이 된 덴마크어의 노르웨이 지역 방언
- 후터라이트 독일어
- 현대 히브리어
- 팔렘방어
- 응코어: 응코 문자 표기를 기반으로 한 만딩 제어의 코이네 형태
- 대안다만어 코이네: 아카제루어를 기반으로 아카코라어, 아카보어, 아카차리어가 합쳐져 형성된 코이네
- 샤먼 호키엔과 타이완 호키엔은 취안저우와 장저우의 방언을 바탕으로 형성된 호키엔어(민난어 취안장 방언)의 사실상의 표준 형태이다.
- 명청관화는 명나라와 청나라의 궁중에서 사용된 행정 언어로 여러 북부 관화 방언으로 이루어졌으며 이후 현대 중국어 관화로 발전하였다.

## 같이 보기
- 공용어